# Plaça de la Mare de Déu
La plaça de la Mare de Déu, plaça de la Verge o plaça de la Seu (com es deia antigament) és la plaça més singular de la ciutat de València pel seu simbolisme. Durant la Segona República (1931-39) es deia plaça Vinatea. Ha estat el fòrum en temps de la Valentia romana; la plaça de la catedral en la Valentia visigoda; la plaça de la mesquita major en temps de la Balànsiya musulmana, i la plaça de la Seu o catedral en la València cristiana. Avui en dia continua sent el centre espiritual i administratiu més important de la ciutat i del País Valencià i n'alberga tres dels principals monuments:
- El Palau de la Generalitat
- La Seu
- La basílica de la Mare de Déu dels Desemparats

Fins al segle xix també albergava l'ajuntament o Casa de la Ciutat, fins que fou traslladada a la seua actual ubicació a la plaça de l'Ajuntament.

## Història

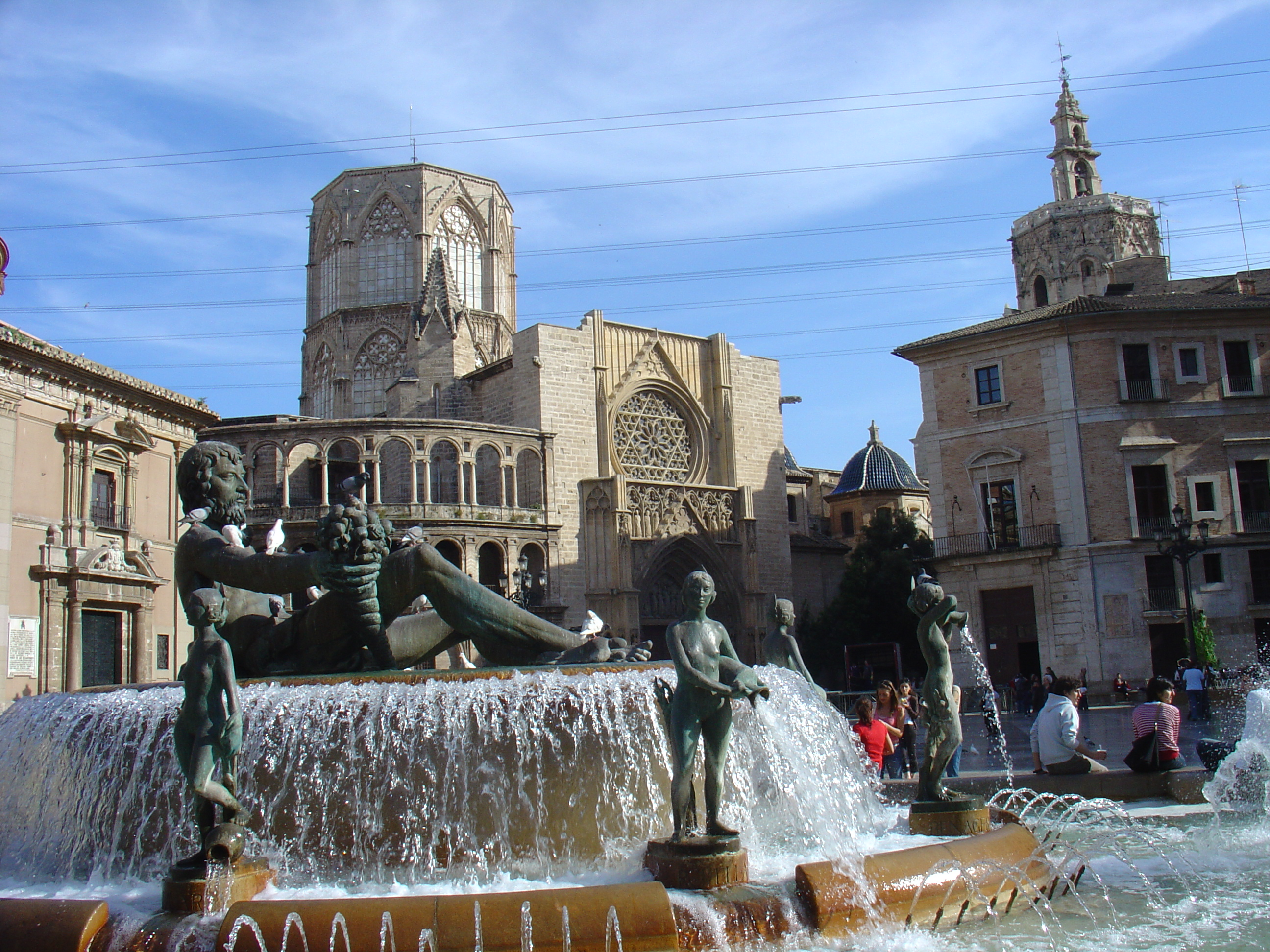
La Seu de València des de la plaça de la Mare de Déu

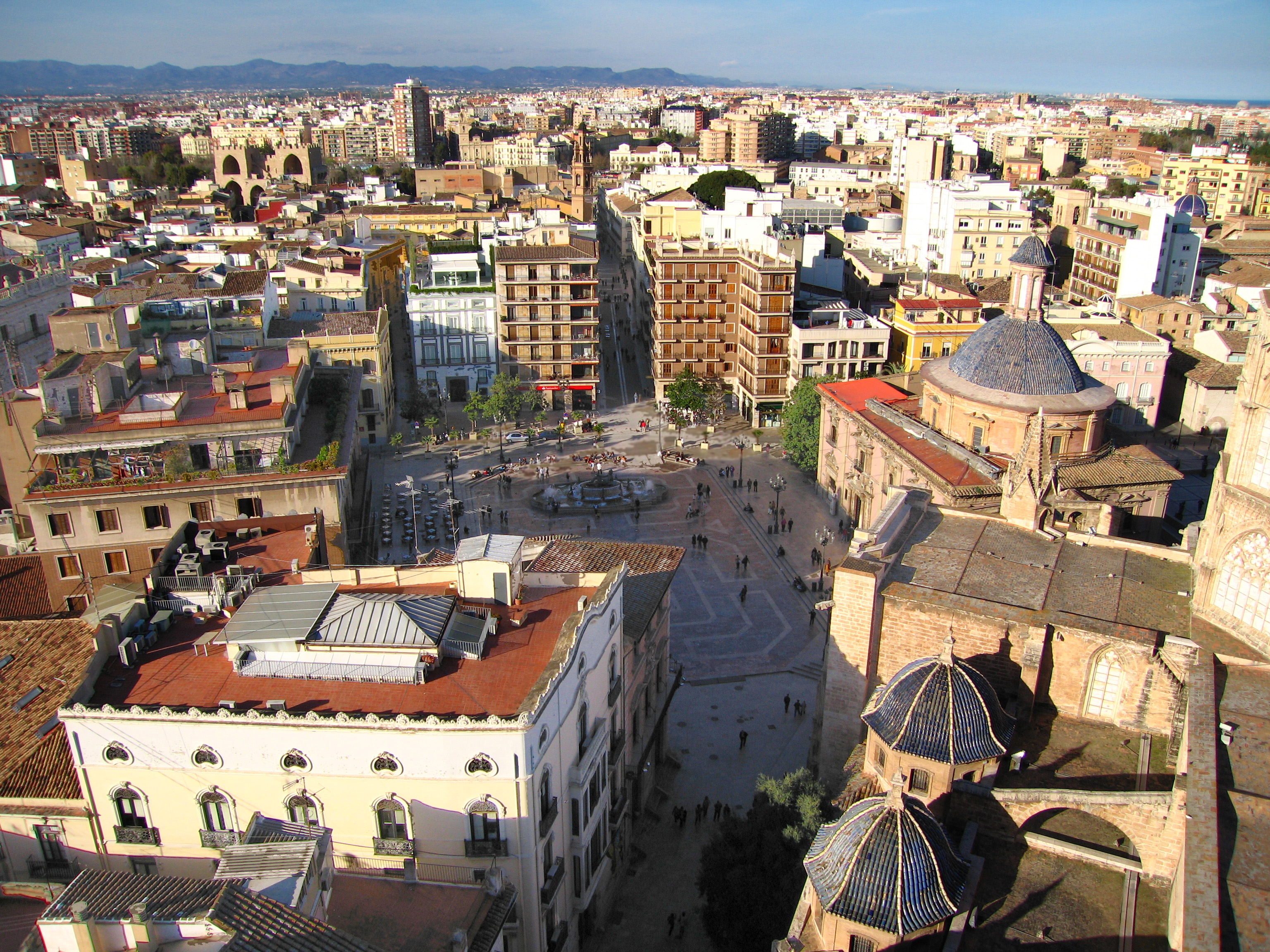
Vista de la plaça de la Mare de Déu; al fons, la serra de la Calderona a l'esquerra i la mar a la dreta

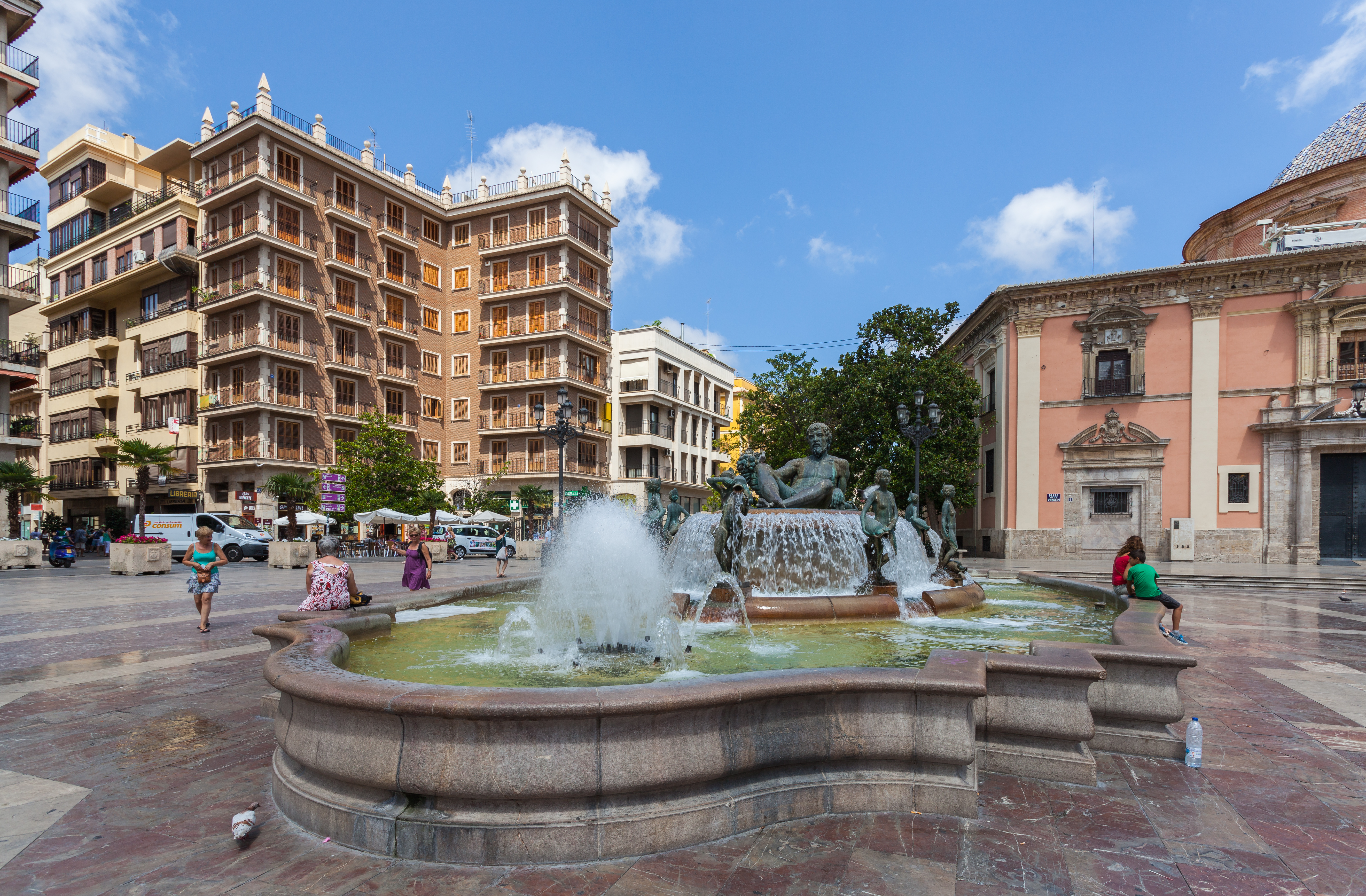
Font al riu Túria

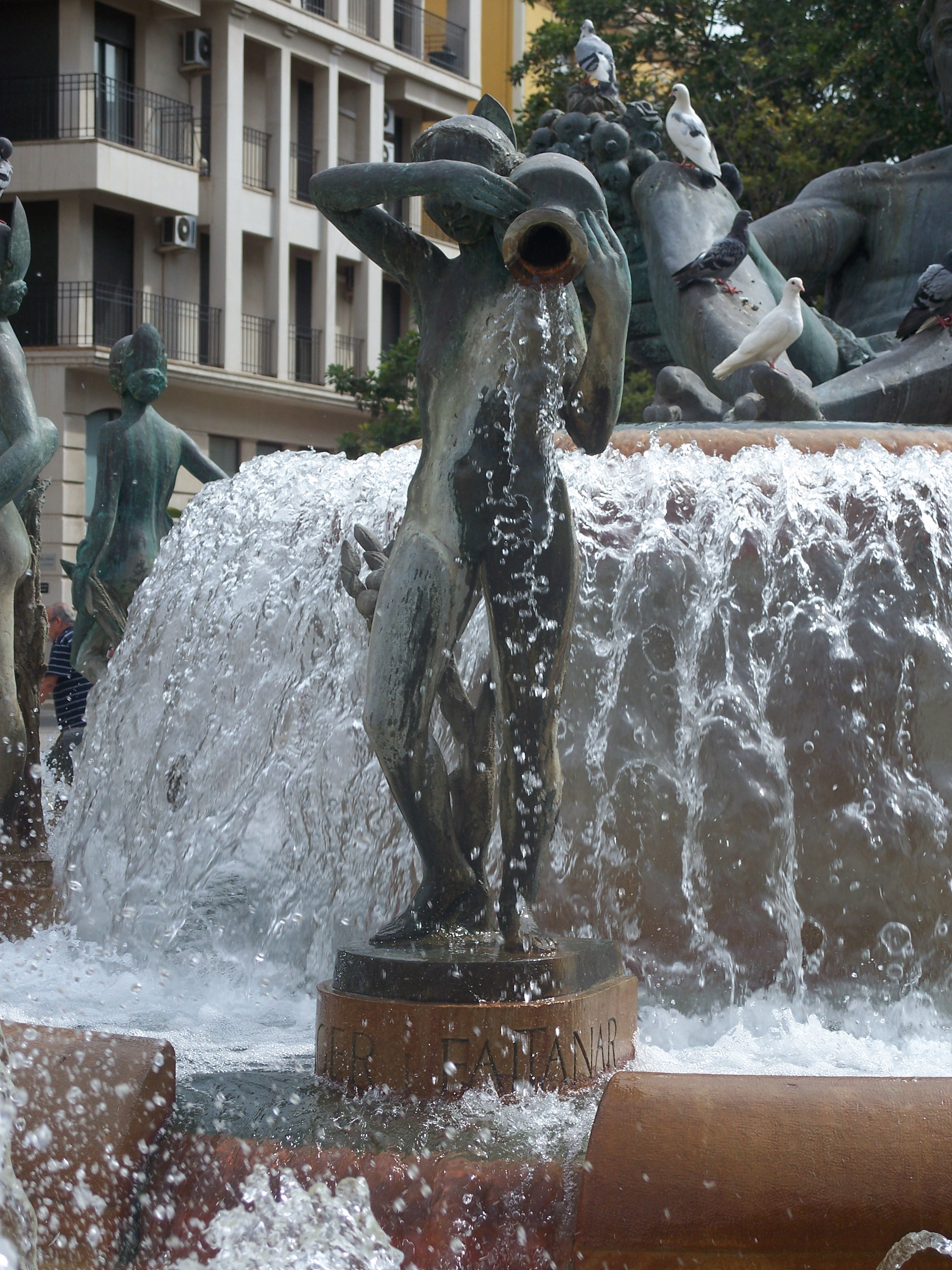
Al·legoria a Benàger-Faitanar

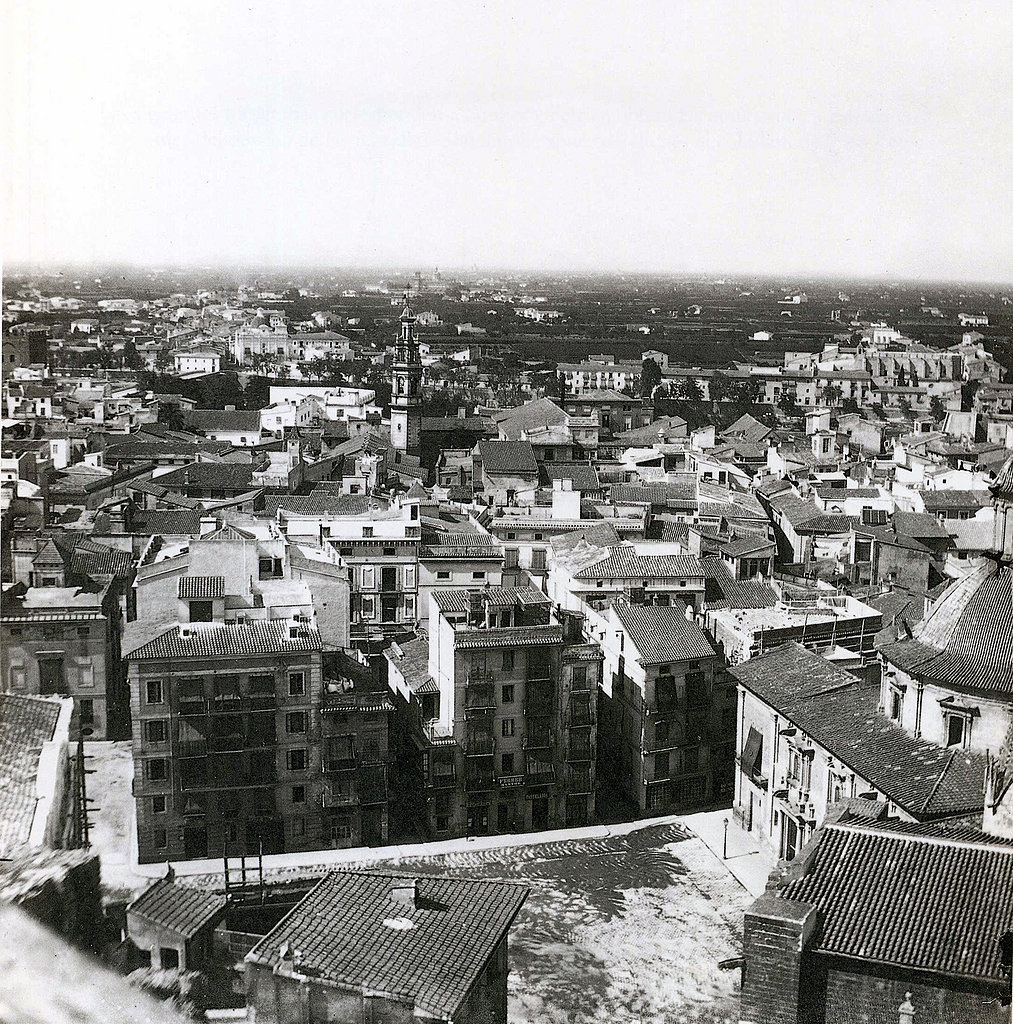
La plaça el 1861

L'origen de la plaça de la Mare de Déu es remunta al fòrum de l'època romana, situat a la confluència de les dues grans vies pròpies de tota ciutat romana: el cardo, que es correspondria aproximadament amb l'actual carrer de Sant Vicent Màrtir, i el decumanus, corresponent al carrer dels Cavallers.

## Urbanisme
La plaça de la Mare de Déu es troba al districte de Ciutat Vella, al barri de la Seu. La plaça té una forma irregular, encara que tendeix a ser un quadrilàter. La plaça és totalment lliure de trànsit, i el centre es troba uns centímetres més baix que la rodalia, i entre tots dos nivells hi ha esglaons. Està limitada, a l'est, per la basílica de la Mare de Déu dels Desemparats, a l'oest, pels jardins del Palau de la Generalitat i per un edifici d'habitatges particulars, al nord, també per edificis d'habitatges particulars, al sud, per la catedral i per l'anomenada Casa Vestuari, que serveix de lloc de reunió als membres del Tribunal de les Aigües abans i després de les seues sessions davant la porta dels Apòstols de la catedral. A la façana de la Casa Vestuari es troba una placa commemorativa de la visita a la plaça del papa Joan Pau II, el 8 de desembre de 1982.

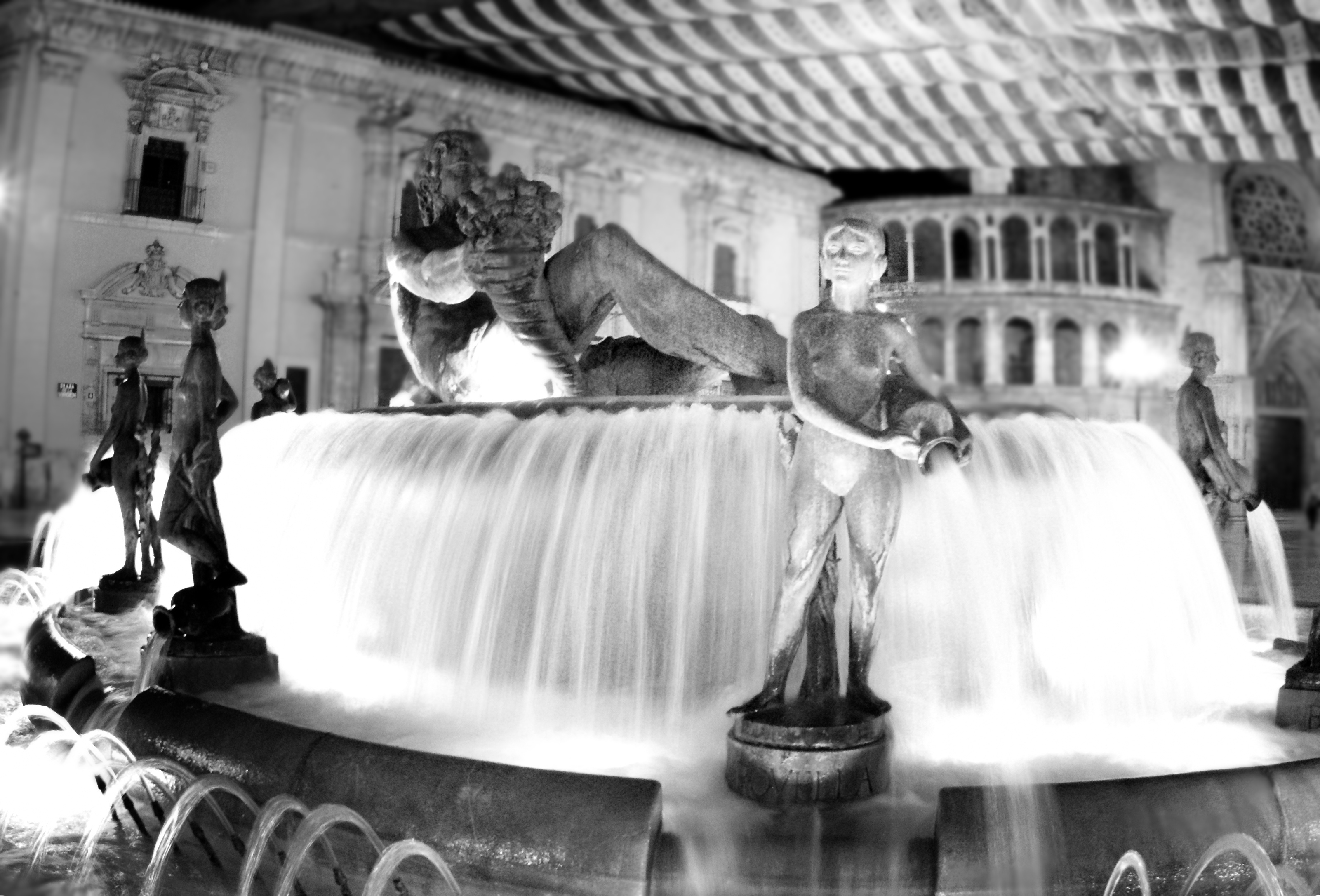
Imatge de la font de la plaça de la Mare de Déu

En relació amb el Tribunal de les Aigües de l'Horta de València, en la meitat nord de la plaça es troba la Font del Túria, amb una figura masculina central que representa al·legòricament, en bronze, el riu Túria, envoltat per huit figures femenines, nues i amb tocat de llauradores valencianes, que representen a les huit séquies principals que irriguen l'horta. La font és obra de l'escultor Manuel Silvestre Montesinos i va ser inaugurada el 1976. A l'abric de la catedral hi ha una placeta tancada a tres bandes amb seients, des de la qual es pot observar la resta de la plaça.
Els diferents accessos de la plaça són:
- Pel nord: el carrer de Navellos —on hi ha el Palau de Benicarló, seu de les Corts Valencianes—, que la uneix amb l'antic llit del riu Túria, avui ocupat pel Jardí del Túria.
- Pel sud: el carrer del Micalet, que voreja la catedral i uneix la plaça de la Mare de Déu amb la plaça de la Reina.
- Per l'oest: el carrer dels Cavallers, antic lloc de residència de la noblesa local, que l'enllaça amb la plaça del Tossal.
- Per l'est: la petita plaça de l'Escolania de la Mare de Déu dels Desemparats, que l'enllaça amb el carrer de l'Almodí, on es troba l'antic almodí, avui Museu de l'Almodí.

## Esdeveniments

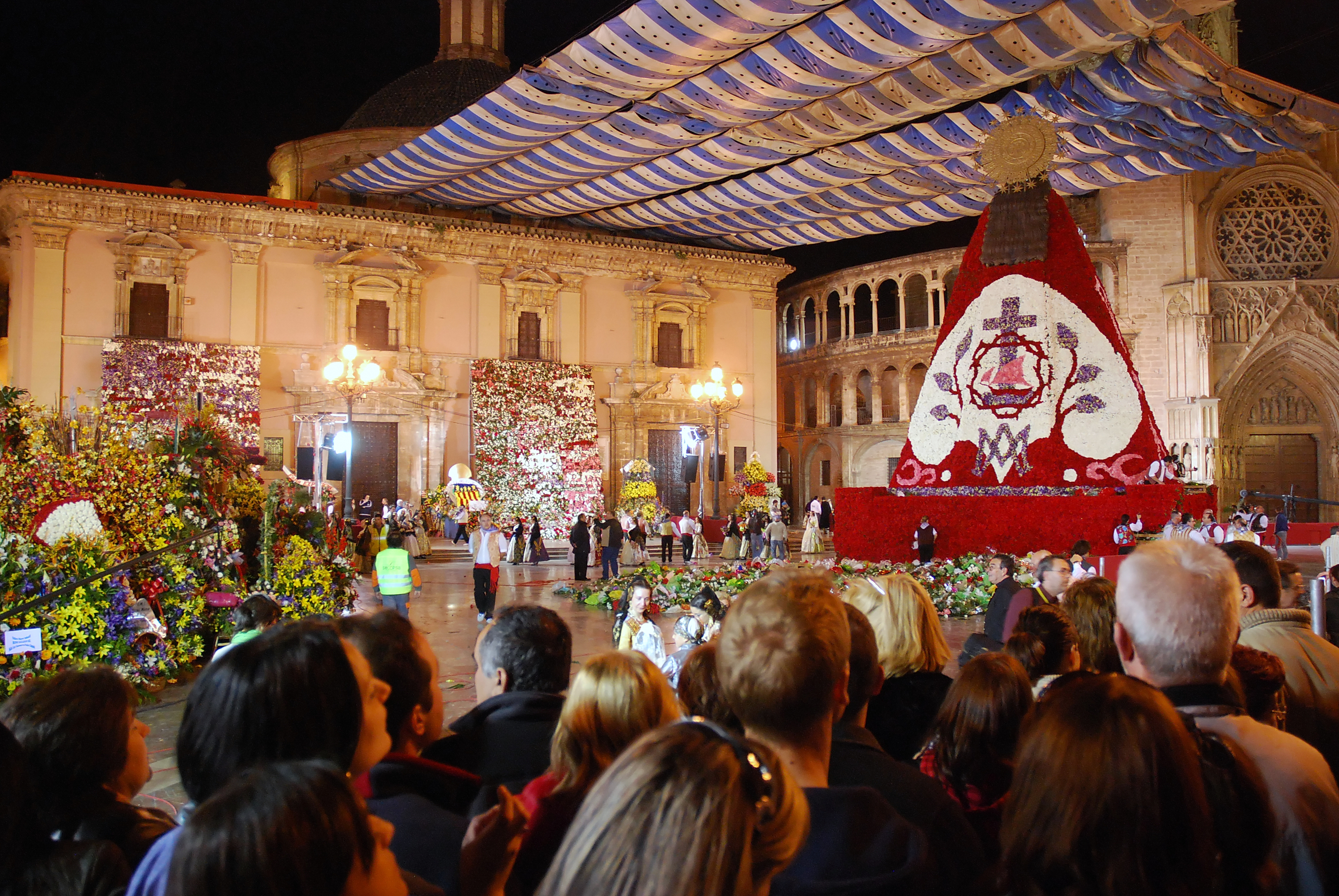
La plaça de la Mare de Déu durant l'ofrena floral

La plaça com a punt neuràlgic de la ciutat, és escenari de diferents esdeveniments destacats, com ara:
- Les reunions setmanals del Tribunal de les Aigües, davant la porta dels Apòstols de la catedral. Aquest tribunal consuetudinari es reuneix cada dijous per a resoldre els conflictes per l'aigua de reg entre els llauradors de les comunitats de regants de l'Horta de València.

- L'ofrena de flors a la Mare de Déu dels Desemparats. Durant les Falles, els dies 17 i 18 de març, aquest és el lloc triat per fer l'ofrena, en què processons de falleres cobreixen amb flors un cadafal gegant de fusta, en forma de marededeu. Entre la basílica i un edifici a l'altra banda de la plaça es disposa un gran tendal blau i blanc per tal de cobrir la Mare de Déu de possibles pluges. Arreu de la font, es deixen encara més flors i també una mena de pesebre fet per cada falla.

- L'exposició de les roques durant la festa del Corpus. Cada any les roques ixen de la casa de les Roques, on es guarden durant la resta de l'any, per a la seua exposició a la plaça dies abans de la processó.